# Махарадзе, Константин Иванович
Котэ́ (Константи́н) Ива́нович Махара́дзе (груз. კოტე (კონსტანტინე) ივანეს ძე მახარაძე; 17 ноября 1926, Тифлис — 19 декабря 2002, Тбилиси) — советский и грузинский спортивный комментатор, телеведущий, актёр театра и кино, театральный педагог; народный артист Грузинской ССР (1967).

## Биография
Котэ Махарадзе родился 17 ноября 1926 года в городе Тифлисе Грузинской ССР.
В детстве занимался баскетболом, был чемпионом Грузинской ССР среди юношей в составе клуба «Динамо» (Тбилиси).
В 1941 году окончил Тбилисское хореографическое училище.
В 1944 году поступил в Тбилисский государственный театральный институт (ТГТИ), который окончил в 1948 году.
В 1948—1970 годах был актёром Грузинского государственного академического театра имени Шота Руставели.
С 1950 года — лектор ТГТИ.
С 1957 года — спортивный комментатор грузинского телевидения, с 1972 года — актёр Тбилисского академического театра имени К. Марджанишвили.
С 1994 года — профессор ТГТИ.
В 2001 году стал сорежиссёром и ведущим первого в истории грузинского Международного фестиваля балетного искусства «Чабукиани-Баланчин…».
В ночь с 12 на 13 октября 2002 года, после матча сборных Грузии и России по футболу, отложенного из-за отключения электроэнергии на тбилисском стадионе «Локомотив», у него случился инсульт.
Котэ Махарадзе скончался на 77-м году жизни 19 декабря 2002 года в Тбилиси. Похоронен на городском кладбище «Дидубийский пантеон», где погребены многие из известных писателей, артистов, учёных и национальных героев Грузии.

## Семья
Отец был военным, офицером императорской армии, затем работал экономистом.
Мать работала учительницей, затем заведующей библиотекой.
Сестра — танцовщица, заслуженная артистка Грузии.
Трижды был женат. Первый брак был ранним и быстро распался.
Вторая жена — Медея Васильевна Чахава (1921-2009), советская и грузинская актриса театра и кино, Народная артистка Грузинской ССР, известна по фильмам «Вечно известен», «Стрекоза», «Баши-Ачук». Похоронена в Тбилиси в Дидубийском пантеоне общественных деятелей.
- Пасынок — Темур Нодарович Чхеидзе (1943—2022), советский, грузинский и российский театральный режиссёр, актёр. Народный артист Грузинской ССР (1981). Народный артист Российской Федерации (1994). Лауреат Ленинской премии (1986).

- Дочь — Мака Махарадзе (Maka Makharadze) (род. 19 мая 1950 года), балерина, Заслуженная артистка Грузии. Замужем за художником Теймуразом Мурванидзе. 
  - Внучка — Нато Мурванидзе (Nato Murvanidze) (род. 1970), актриса.

- Сын — Ивико Махарадзе, комментатор.

Третья жена — Софико Михайловна Чиаурели (1937—2008), советская и грузинская актриса театра и кино; народная артистка Грузинской ССР, народная артистка Армянской ССР, лауреат Государственной премии СССР. Похоронена в пантеоне Дидубе в Тбилиси рядом с супругом Котэ Махарадзе.
- Пасынок — Николай (Нико) Шенгелая (род. 1958), художник;

- Пасынок — Александр (Сандро) Шенгелая (род. 1963), актёр;
  - Внуки: Наталья и Георгий.

## Фильмография
- 1975 — Не верь, что меня больше нет — Котэ
- 1976 — Как утренний туман —
- 1981 — А ну-ка, дедушки! — комментатор боксерского поединка
- 1982 — Две главы из семейной хроники — комментатор футбольного матча
- 1984 — Выигрыш одинокого коммерсанта — Хосе
- 1984 — Две версии одного столкновения — Карло Мадзони, капитан танкера «Уайт стар»
- 1984 — …И прекрасный миг победы — комментатор
- 1984 — Покаяние — прокурор
- 1985 — Противостояние — полковник Серго Сухишвили
- 2001 — Блюстители порока — Альфред Хичкок[4]

## Награды
- «Народный артист Грузинской ССР» (1967)
- лауреат Государственной премии Грузинской ССР имени Шота Руставели
- лауреат международного кинофестиваля спортивных фильмов
- кавалер ордена Трудового Красного Знамени (1967)
- кавалер Орденов Чести Грузии (08.04.1996[5]; 09.08.2002).

## Память
Мемориальная доска в Тбилиси

Фразу Котэ Махарадзе «Пока мяч в воздухе…» в компьютерной видеоигре «FIFA-10» от «EA Sports» произносит российский спортивный комментатор Василий Уткин.